# Ruben Penninga
Ruben Penninga (* 11. September 1997 in Arnhem) ist ein niederländischer Beachvolleyballspieler.

## Karriere
Penninga spielte in der Junioren-Zeit zunächst auch Hallen-Volleyball. Als Beachvolleyballer erreichte er mit Hans ten Dam bei der U18-Europameisterschaft 2013 in Maladsetschna den 17. Platz und im nächsten Jahr im gleichen Wettbewerb in Kristiansand mit Nikita Artamonov den vierten Rang. 2015 spielte er auf der nationalen Serie und gewann mit Jasper Bouter das Turnier in Ameland. Bei der U22-EM 2015 in Macedo de Cavaleiros kam er mit Jannes van der Ham auf den 17. Platz.
Im Mai 2016 spielte er mit Sven Vismans bei den Antalya Open erstmals auf der FIVB World Tour. Danach bildete er ein Duo mit Mees Blom. Blom/Penninga gewannen die nationalen Turniere in Arnhem und Ameland. Bei der U20-EM in Antalya wurden sie Siebte und bei den CEV-Turnieren in Barcelona und Dijon jeweils Fünfte. Mit Bouter kam Penninga außerdem auf den neunten Rang der U22-EM in Thessaloniki. 2017 nahmen Blom/Penninga an den Drei-Sterne-Turnieren in Kisch und Den Haag teil. Bei der U21-WM in Nanjing wurden sie Neunte. Anschließend belegten sie 17. Plätze bei den CEV-Turnieren in Ljubljana (Masters) und Vaduz (Satellite). National erreichte Penninga in dem Jahr mit verschiedenen Partnern Top-3-Ergebnisse.
Von September 2017 bis Mai 2018 spielte er auf der World Tour mit Tom van Steenis. Dabei gab es neunte Plätze in Montpellier (ein Stern), Qinzhou (drei Sterne), einen fünften und einen neunten Rang beim Ein-Stern-Turnier in Aalsmeer sowie hintere Plätze in Den Haag (vier Sterne) und Mersin (drei Sterne). Hinzu kam ein fünfter Rang beim CEV-Satellite in Göteborg. Im Mai schied Penninga mit Blom beim Drei-Sterne-Turnier in Luzern früh aus und wurde Dreizehnter beim Ein-Stern-Turnier in Aydın. Mit van Steenis wurde er Fünfter der Studierenden-WM in München sowie jeweils Neunter der Ein-Stern-Turniere in Ljubljana und Montpellier. Im November absolvierte er mit Blom noch ein Winter-Turnier in Ljubljana (13. Platz).
Von 2019 bis 2021 spielte Penninga mit Jasper Bouter. Nach dem neunten Rang im Januar in Den Haag (vier Sterne) gab es im April in Kuala Lumpur (drei Sterne) einen 17. Platz. Nach dem nationalen Turniersieg in Breda folgten ein vierter Platz in Aydın (zwei Sterne) und ein frühes Aus in Ostrava (vier Sterne) und Gstaad (fünf Sterne). Nach dem 25. Platz in Espinho (vier Sterne) wurden Bouter/Penninga bei den Ein-Stern-Turnieren Fünfte in Ljubljana und Dritte in Vaduz sowie im Oktober noch Neunte in Qinzhou (drei Sterne). Im März 2020 kamen sie auf den 25. Platz in Doha. Danach spielten sie nationale Turniere und wurden u. a. Zweite in Zaanstad. Mit einem Finalsieg gegen Boermans/de Groot gewannen sie die nationale Meisterschaft. Internationale Spiele hatten sie noch beim Turnier King of the Court in Utrecht. Im Februar 2021 belegten sie beim Nations Clash in Düsseldorf mit ihren Teamkollegen Varenhorst/van de Velde den zweiten Platz. Mit Matthew Immers stand Penninga im September 2021 im Finale des 1-Stern-Turniers in Apeldoorn.
Von 2022 bis 2023 war Leon Luini Penningas Partner. Bei der neugeschaffenen World Beach Pro Tour 2022 belegten Luini/Penninga bei den Challenge Turnieren in Tlaxcala Platz 19, in Itapema Platz drei, in Doha Platz neun und in Kuşadası Platz 19. Bei der Weltmeisterschaft in Rom erreichten sie als Gruppenzweite die erste Hauptrunde, in der sie gegen die US-Amerikaner Trevor Crabb und Tri Bourne ausschieden. Anschließend erreichten die beiden Niederländer beim Elite 16 Turnier in Gstaad Platz neun sowie bei den Challenge Turnieren in Espinho Platz neun und in Agadir Platz fünf. Während es anschließend bei den Elite16-Turnieren in Hamburg, Paris und Kapstadt die Plätze fünf, dreizehn und neun gab, schieden Luini/Penninga bei der Europameisterschaft in München bereits in der ersten K.-o.-Runde aus. Nach wenig erfolgreichen Turnieren auf der World Beach Pro Tour 2023 trennten sich die beiden.
2024 spielte Penninga mit Thijmen Heemskerk und später erneut mit Luini, mit dem er auf der World Pro Tour beim Challenge-Turnier im indischen Chennai den zweiten Platz erreichte.
2025 spielt Penninga erneut mit Immers. Auf der World Pro Tour 2025 erreichten sie bei den ersten Turnieren in Mexiko sowohl beim Challenge in Yucatán als auch beim Elite16 in Quintana Roo den neunten Platz.